# Голютяк Михайло Миколайович
Михайло Миколайович Голютяк (нар. 31 березня 1961, м. Бучач, Тернопільська область, Україна) — український живописець і майстер писанкарства. Член Національної Спілки Художників України з 1995 року.

## Життєпис
Закінчив 8 класів Бучацької СШ № 1 (нині у приміщенні діє Бучацька гімназія імені В. М. Гнатюка) та місцеву дитячу художню школу, потім Вижницьке училище прикладного мистецтва (Чернівецька область, 1980; викладач — З. Шишкіна).
Працював на Львівському виробничому художньо-оформлювальному комбінаті (1983–1990). Брав участь у міжнародних мистецьких виставках від 1996 року. Також мав персональну виставку у Львові (1995). Основні роботи — у галузях живопису, художнього оброблення металу, також писанки. Роботи художника зберігають у МЕХП, Коломийському музеї народного мистецтва Гуцульщини та Покуття (Івано-Франківська область).
Проживає в Золочеві Львівської области.
Серед творів: «Спогад» (1992), «Танок птахів» (1993), «Писанкарка», «Викрадення Європи» тощо.